# Lukáš Fabiš
Lukáš Fabiš (Nitra, 5 maggio 1998) è un calciatore slovacco, difensore del FC Košice.

## Caratteristiche tecniche
È un terzino destro.

## Carriera
Cresciuto nel settore giovanile del Nitra, ha esordito in prima squadra il 13 settembre 2017 in occasione dell'incontro di Slovenský Pohár vinto 7-0 contro lo Slovan Trenčianske.

## Statistiche
Statistiche aggiornate al 30 ottobre 2020.

### Presenze e reti nei club
| Stagione        | Squadra         | Campionato      | Campionato | Campionato | Coppe nazionali | Coppe nazionali | Coppe nazionali | Coppe continentali | Coppe continentali | Coppe continentali | Altre coppe | Altre coppe | Altre coppe | Totale | Totale | Totale |
| Stagione        | Squadra         | Comp            | Pres       | Reti       | Comp            | Pres            | Reti            | Comp               | Pres               | Reti               | Comp        | Pres        | Reti        | Pres   | Reti   |        |
| --------------- | --------------- | --------------- | ---------- | ---------- | --------------- | --------------- | --------------- | ------------------ | ------------------ | ------------------ | ----------- | ----------- | ----------- | ------ | ------ | ------ |
| 2017-2018       | Nitra           | SL              | 9          | 0          | CS              | 1               | 0               |                    | -                  | -                  |             | -           | -           | 10     | 0      |        |
| 2018-2019       | Nitra           | SL              | 4          | 1          | CS              | 1               | 0               |                    | -                  | -                  |             | -           | -           | 5      | 1      |        |
| 2019-2020       | Nitra           | SL              | 18+2       | 0          | CS              | 1               | 0               |                    | -                  | -                  |             | -           | -           | 21     | 0      |        |
| 2020-2021       | Nitra           | SL              | 9          | 0          | CS              | 0               | 0               |                    | -                  | -                  |             | -           | -           | 9      | 0      |        |
| Totale carriera | Totale carriera | Totale carriera | 42         | 1          |                 | 3               | 0               |                    | -                  | -                  |             | -           | -           | 45     | 1      |        |